# Liste der Delegierten des US-Repräsentantenhauses aus Washington, D.C.

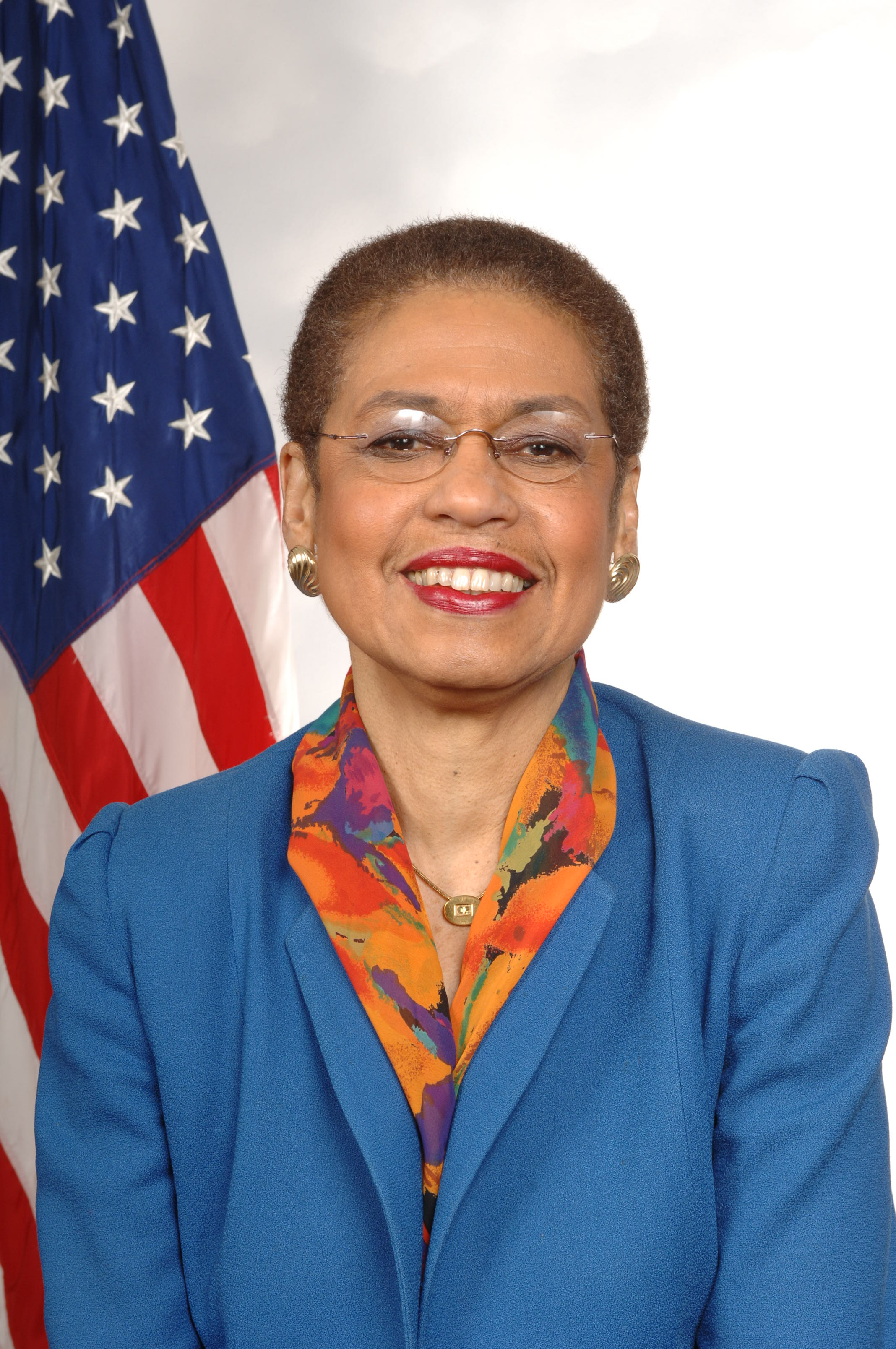
Eleanor Holmes Norton, die derzeitige Kongressdelegierte aus Washington, D.C.

Der Bundesdistrikt Washington, D.C., unterliegt in den Vereinigten Staaten besonderen Wahlrechtsbestimmungen. Die Bürger der Bundeshauptstadt dürfen an Präsidentschaftswahlen teilnehmen, entsenden aber keine stimmberechtigten Mitglieder in den Kongress. Einziger Vertreter ist dort ein Delegierter im Repräsentantenhaus, der lediglich in den Ausschüssen des Repräsentantenhauses ein Stimmrecht besitzt, nicht aber im Repräsentantenhaus selbst. Diese Position wurde erstmals 1871 eingerichtet, aber bereits 1874 wieder durch den Kongress abgeschafft. Seit 1971 stellt Washington, D.C., wieder dauerhaft einen Delegierten im Repräsentantenhaus; Bemühungen, diesem ein volles Stimmrecht zuzubilligen, verliefen bislang erfolglos.
Neben der Position des Delegierten wählt Washington, D.C., auch sogenannte Shadow Congresspersons. Der Begriff, in Anlehnung an ein Schattenkabinett erdacht, bezeichnet Politiker, die eine im Bundesdistrikt offiziell abgehaltene Wahl als Mitglied des Repräsentantenhauses oder des Senats gewonnen haben, jedoch vom Kongress nicht als gewählte Mitglieder anerkannt werden. Mit dieser eher symbolischen Wahl sollen die Bemühungen der Bundeshauptstadt um ein volles Stimmrecht im Kongress unterstrichen werden. Schattensenatoren sind derzeit Michael D. Brown und Paul Strauss; als Shadow Representative fungiert Franklin Garcia.
| Name                              | Amtszeit                       | Partei       |
| --------------------------------- | ------------------------------ | ------------ |
| Norton Parker Chipman             | 21. April 1871 – 3. März 1875  | Republikaner |
| Amt von 1875 bis 1971 abgeschafft |                                |              |
| Walter Edward Fauntroy            | 23. März 1971 – 3. Januar 1991 | Demokrat     |
| Eleanor Holmes Norton             | 3. Januar 1991 – amtierend     | Demokrat     |